# 辽西黄耆
辽西黄耆（学名：Astragalus sciadophorus）为豆科黄芪属的植物，为中国的特有植物。分布在中国大陆的辽宁等地，常生于河边沙地上，目前尚未由人工引种栽培。